# Едуардо Саверин
Едуардо Луис Саверин (на португалски: Eduardo Luiz Saverin) е бразилски милиардер, предприемач и инвеститор – един от съоснователите на Facebook.

## Биография
Едуардо Саверин е роден на 19 март 1982 г. в град Сао Пауло, в богато еврейско бразилско семейство.  Семейството му по-късно се мести в Рио де Жанейро. Бащата на Саверин, Роберто Саверин, е бизнесмен, чиято дейност се простира в областта на облеклото, корабоплаването, енергетиката и недвижимите имоти. Майка му Сандра е психолог. Едуардо има един брат и една сестра. Неговият дядо, роденият в Румъния Еухенио Саверин (роден Евген Саверин), е основател на веригата магазини за детски дрехи Tip Top.  През 1993 г. семейството емигрира в САЩ и се установява в Маями.
Саверин посещава подготвителното училище Gulliver в Маями. След това постъпва в Харвардския университет, настанен е в студентското общежитие Eliot House, става член на клуба Phoenix SK и президент на Харвардската инвестиционна асоциация. Докато е студент в Харвард, Саверин използва интереса си към метеорологията, за да предскаже модели на урагани и печели 300 000 долара чрез инвестиции в петролни фючърси.  През 2006 г. Саверин се дипломира с отличие от Харвардския университет с бакалавърска степен по икономика.  Той е член на братството Alpha Epsilon Pi (отдел Eta Psi на Харвардския университет). 

### Кариера
По време на престоя си в Харвард Саверин се среща със студента от Харвард, второкурсника Марк Зъкърбърг. Отбелязвайки липсата на специален уебсайт за социални мрежи за студенти от Харвард, двамата работят заедно, за да стартират социалната мрежа Facebook през 2004 г. Всеки от тях инвестира по 1000 долара в сайта. По-късно Зукърбърг и Саверин се съгласяват да инвестират още 18 000 долара в операцията. Като съосновател Саверин изпълнява ролята на главен финансов директор и бизнес мениджър. На 15 май 2012 г. Business Insider получава и публикува ексклузивен имейл от Зукърбърг, в който се описва как той отстранява Саверин от Facebook и разводнява стойността на акциите му в компанията. Тогава Зукърбърг заявява: „Едуардо изобщо отказва да сътрудничи. . . По същество сега трябва да подпишем нашата интелектуална собственост върху нова компания и просто да поемем делото. . . Просто ще го отрежа и после ще се разнбера с него. И той ще получи нещо, сигурен съм, но заслужава нещо. . . Той трябва да подписва неща за инвестиции, но изостава, а аз не мога да приема изоставането.“ Адвокатът на Зукърбърг го предупреждава, че разводняването на стойността на акциите на Саверин може да предизвика дело за нарушаване на фидуциарното задължение. Facebook завежда дело срещу Саверин с аргумента, че договорът за покупка на акции, подписан през октомври 2005 г., е невалиден. Тогава Саверин завежда дело срещу Зукърбърг, твърдейки, че Зукърбърг е похарчил парите на Facebook (парите на Саверин) за лични разходи през лятото.  През 2009 г. и двете дела са прекратени чрез извънсъдебно споразумение между страните. Условията на споразумението не са оповестени и компанията потвърждава ролята на Саверин като съосновател на Facebook. След споразумението Саверин подписва договор за конфиденциалност.

## Личен живот
От 2009 г. Саверин се установява в Сингапур.  Саверин и Илейн Андриеянсен, китайско-индонезийска гражданка, се сгодяват на 27 март 2014 г. и се женят на 25 юни 2015 г.  Те се запознават по време на студентските си години в Масачузетс – тогава той следва в Харвард, а тя – в Тъфтс .  Андриеянсен идва от семейство, което управлява няколко бизнеса в Индонезия.